# Citroën Belphégor

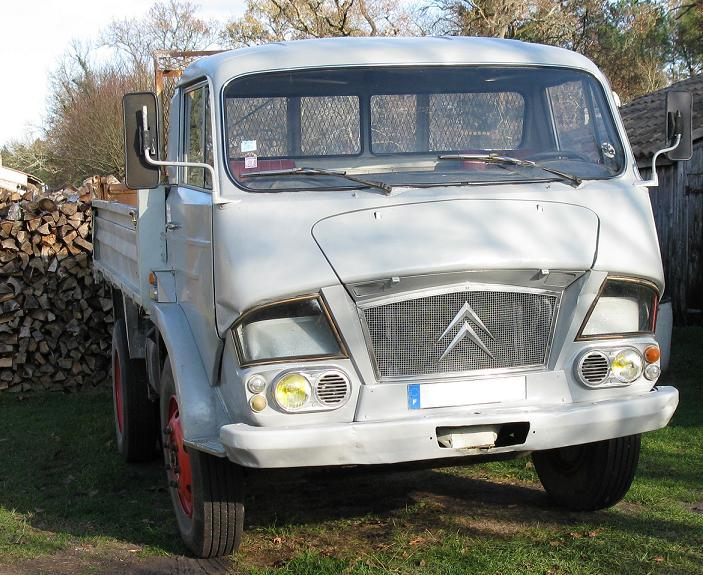
Citroën Belphégor

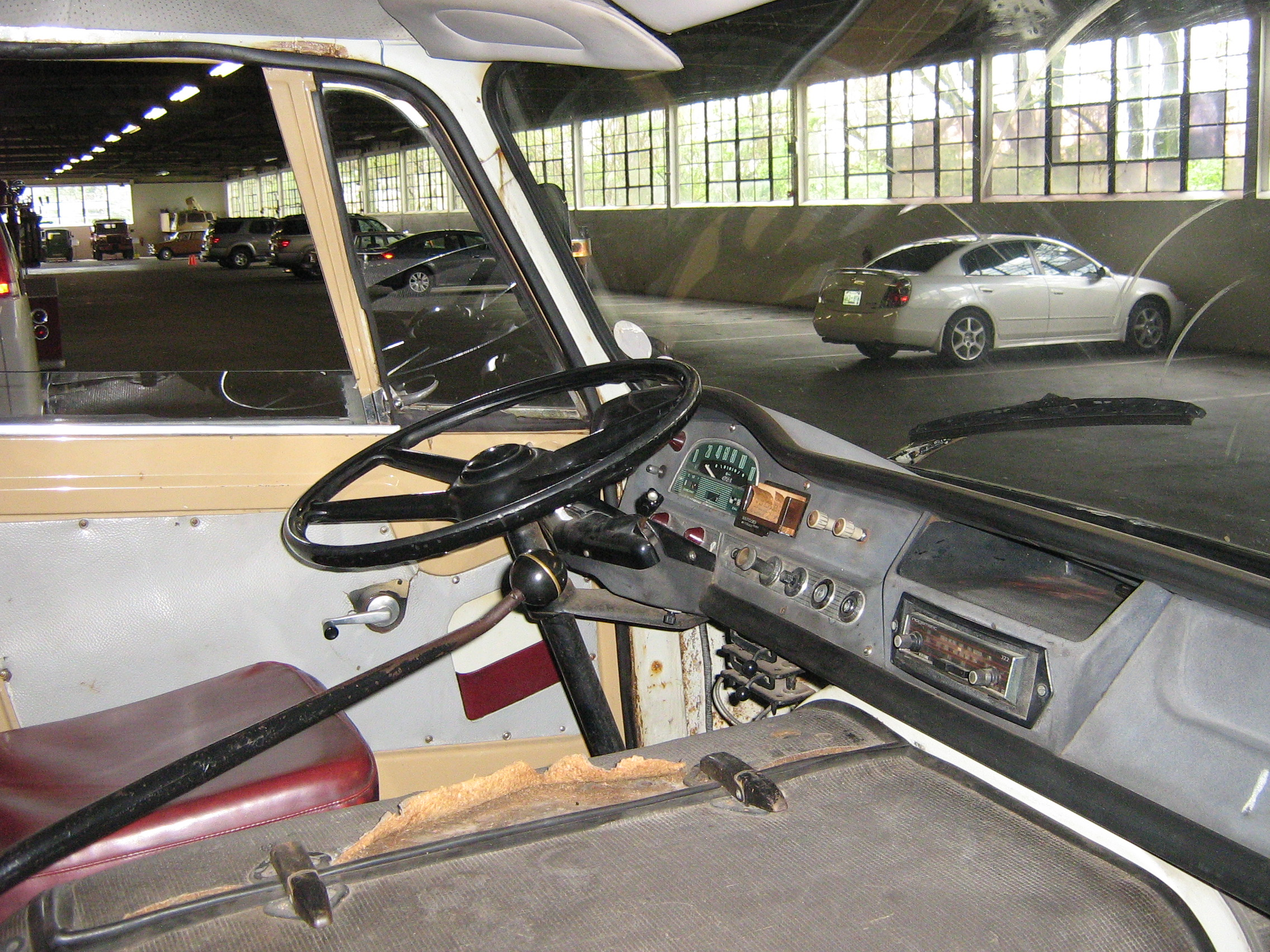
Interiér modelu 350

Citroën Belphégor (tovární označení Camion 350 až 850) je nákladní automobil, který vyráběla francouzská automobilka Citroën v letech 1964 až 1972. Byl konstruován pro užitečné hmotnosti od 3,5 do 8 tun. Model byl konkurentem pro Renault Super Galion SG4. Přezdívku Belphégor získal vůz z důvodu neobvyklé konstrukce, s odkazem na tehdy populární televizní seriál Belphégor ou le Fantôme du Louvre.
Nahradil modely U23 a T55. Design vytvořil Flaminio Bertoni, sochař a designér modelů Traction Avant, 2CV, DS a Ami 6. Zajímavé bylo použití skleněných průzorů u nohou řidiče a spolujezdce. Řidič tak mohl vidět přímo před automobil, ale nebylo mu vidět na nohy. Kabina měla nezávislé zavěšení na čtyřech tlumičích, což zajišťovalo oproti konkurenci nadstandardní komfort posádky. Aerodynamický tvar kabiny zase snižoval spotřebu.
V roce 1967 se Citroën spojil s výrobcem nákladních automobilů Berliet. Přebral tak výrobu kamionů ve Vénissieux. Belphégor tak byl postupně nahrazen sérií Citroën K.

## Hydropneumatické brzdy
Belphégor přebral hydropneumatické brzdy z Citroënu DS. Používal dva nezávislé brzdové okruhy, což bylo na tuto dobu netradiční řešení bezpečnosti. Je to neobvyklé řešení, neboť většinou se používaly klasické brzdy nebo u větších nákladních vozidel vzduchové brzdy.
Hydropneumatické brzdy jsou mnohem účinnější než klasické hydraulické, pracují s více než dvojnásobným tlakem. Belphégor však neměl hydropneumatické odpružení a nemohl ho tak využít k regulaci tlaku, byl potřebný nezávislý zátěžový regulátor. Mechanický systém tak rozděluje brzdný účinek mezi přední a zadní nápravu podle zatížení. Inovací bylo i použití indikátoru opotřebení brzd na palubní desce.

## Podvozek
Podvozek byl použit klasické koncepce. Listové pružiny vpředu a vzadu, vzadu s postupným upínáním. Kabina byla připojena k rámu prostřednictvím čtyř nezávislých tlumičů. Tento systém nezávislého odpružení kabiny se používá u nákladních vozidel dodnes.